# Rhinyptia acuta
Rhinyptia acuta är en skalbaggsart som beskrevs av Ohaus 1938. Rhinyptia acuta ingår i släktet Rhinyptia och familjen Rutelidae. Inga underarter finns listade i Catalogue of Life.